# سرنديبية

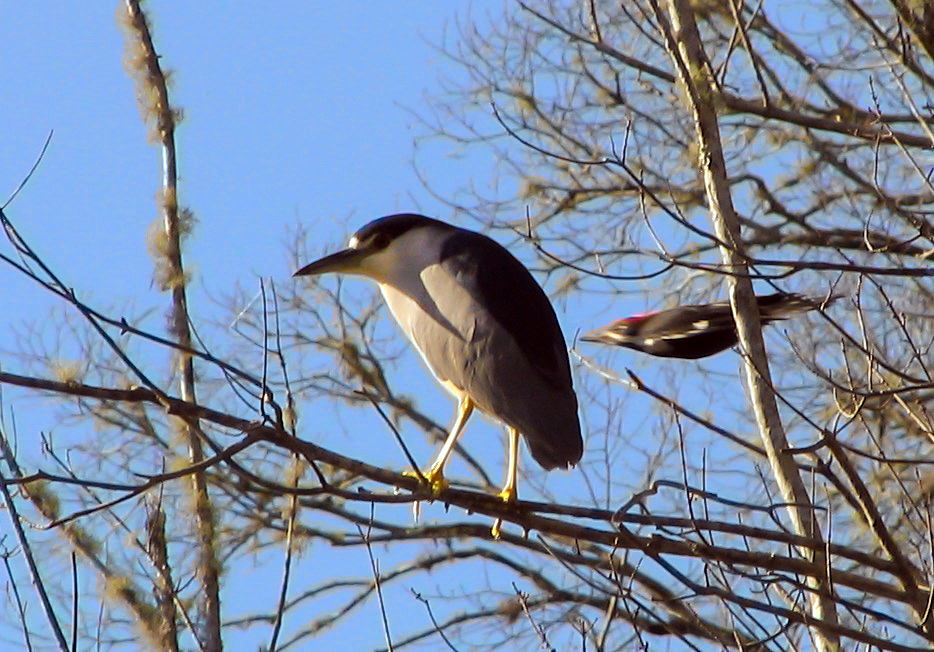
المصورة كان تقصد تصوير طائر من نوع الجاثم الأسود واكتشفت أن الصورة اشتملت على نقار الخشب مصادفة Pileated المشاهدة.

السرنديبية تعني «حادث سعيد» أو «مفاجأة سارة»، عند العثور على شيء جيد أو مفيد دون قصد. وقد تم التصويت على هذه الكلمة باعتبارها واحدة من أصعب عشر كلمات في الإنجليزية يصعب ترجمتها في حزيران / يونيو 2004 من قبل شركة بريطانية للترجمة.

## أصل الكلمة
وكان أول استخدام ملحوظ لكلمة «السرنديبية» في اللغة الإنجليزية عن طريق هوراس والبول (1717-1792) في رسالة موجهة إلى صديقه هوراس مان (بتاريخ 28 يناير 1754) وقال انه شكلها من خرافة فارسية تدعى «الأمراء الثلاثة من سرنديب» (لأمير خسرو الدهلوي) حيث كانوا يكتشفون العديد من الأشياء دون قصد. والسرنديبية هي اسم مشتق من سرنديب، وهو الاسم القديم لسري لانكا (سيلان اكا) باللغة العربية، وهو مأخوذ من اللغة السنسكريتية Simhaladvipa ويترجم حرفيا إلى «جزيرة السكنى بين الأسود».

## دور السرنديبية في مجال العلوم والتكنولوجيا[4]
بعض العلماء والمخترعين يحجمون عن الإبلاغ عن الاكتشافات العرضية بينما يعلن بعضهم الآخر ويعترف بدورها؛ الصدفة والسرنديبية هي في الواقع عنصر رئيسي في الاكتشافات العلمية والاختراعات. وفقا ل م.ك. ستوسكوبف «ينبغي الاعتراف بأن الاكتشافات التي تحدث صدفة هي ذات قيمة كبيرة في تقدم العلم، وغالبا ما تبني الأساس لقفزات فكرية هامة في فهمنا».
يتفاوت تأثير السرنديبية في الاكتشافات بين التخصصات العلمية. فعلم الصيدلة والكيمياء هما على الأرجح من المجالات حيث الصدفة هي الأكثر شيوعا.
معظم الكتاب الذين درسوا الصدفة العلمية من حيث الناحية التاريخية وكذلك من الناحية المعرفية يتفقون على أن العالم أو المخترع يجب أن يحتفظ بعقل مفتوح فهذا جزء مهم للكشف عن المعلومات التي تنجلى بطريق الخطأ. وقد تكون السرنديبية هي السبب الرئيسي في معظم الاكتشافات العرضية في التخصصات الدقيقة. حول هذا الموضوع، كتب ألبرت هوفمان الكيميائي السويسري الذي اكتشف خصائص LSD عن غير قصد، عندما قام بلمس قطرات صغيرة جدا من ال LSD كانت قد تناثرت عن طريق الخطأ في مختبره.
ويرتبط مثال آخر من الصدفة في العلم مع الكسندر فليمنغ واكتشافه البنسلين ضد الأمراض الخطيرة في ذلك الوقت. فقذ ترك -ناسيا- طبقا من البكتيريا العنقودية مفتوحا ودخلت بعض الفطريات داخل القالب وقامت على ما يبدو بقتل البكتيريا حولها. وتبين له فيما بعد أن هذه الفطريات من نوع البنسليوم والتي أصبحت فيما بعد سببا في ثورة طبية كبيرة عبر اكتشاف المضادات الحيوية.
هناك العالم الفرنسي لويس باستور أيضا قال بجملته الشهيرة: «في مجال العلوم الحظ يؤيد سوى العقول المستعدة»  أعرب وليام شكسبير عن نفس الفكرة قبل 250 عاما في الفصل الرابع من مسرحيته هنري الخامس: «كل الامور جاهزة إذا كانت أذهاننا كذلك».

## قراءات إضافية
- Remer، Theodore G.، المحرر (1965). Serendipity and the Three Princes, from the Peregrinaggio of 1557. Edited, with an Introduction and Notes, by Theodore G. Remer. Preface by W. S. Lewis. مطبعة جامعة أوكلاهوما. LCC 65-10112
- Merton، Robert K.؛ Barber، Elinor (2004). The Travels and Adventures of Serendipity: A Study in Sociological Semantics and the Sociology of Science. دار نشر جامعة برنستون. ISBN:0691117543. (مخطوط مكتوب 1958).
- Hannan، Patrick J. (2006). Serendipity, Luck and Wisdom in Research. iUniverse. ISBN:0595365515.
- Roberts، Royston M. (1989). Serendipity: Accidental Discoveries in Science. Wiley. ISBN:0471602035.
- Andel، Pek Van (1994). "Anatomy of the unsought finding : serendipity: origin, history, domains, traditions, appearances, patterns and programmability". British Journal for the Philosophy of Science. ج. 45 ع. 2: 631–648. DOI:10.1093/bjps/45.2.631.